# 四丰山水库
46°45′11″N 130°22′18″E / 46.752952°N 130.371592°E
四丰山水库是中国黑龙江省佳木斯市境内的一座水库，位于英格吐河上，建于1957年。水库正常库容为800万立方米，集雨面积为88平方千米，海拔为92.5米。